# 牧ヶ洞神社
牧ヶ洞神社（まきがほらじんじゃ）は、岐阜県高山市清見町（旧・大野郡清見村）に鎮座する神社。

## 概要
創建時期は不詳。平正盛の家臣山田義兼が氏社を勧請したのが始まりという。永享年間に白山神社を合祀し、白山神社に改称する。
1907年（明治40年）、戸隠神社（牧ヶ洞字徳野）を合祀し、牧ヶ洞神社に改称する。1908年（明治41年）に村社となる。
1955年（昭和30年）、岐阜県神社庁よりに銀幣社に指定される。

## 主祭神
- 菊理姫命
- 伊弉諾尊
- 伊弉冉尊

## 配祀
- 天之手力男神
- 大山祇神
- 大物主神
- 迩迩芸命
- 櫛御気野命
- 一言主神